# Ademaro di Chabannes
Ademaro di Chabannes, oppure Adémar de Chabannes o Adémar (989 – 1034), è stato un monaco cristiano francese, cronista, poeta e grammaticus.

## Biografia
Nacque senz'altro da un ramo cadetto di una nobile famiglia del Limosino, nel ducato d'Aquitania (Ademarus ex nobili Aquitaniae familia ortus est).
I suoi genitori lo inviarono, molto giovane, ad Angoulême, nel monastero di Saint-Cybard; proseguì i suoi studi a Limoges, nel monastero di San Marziale. Al suo ritorno al monastero di Saint-Cybard, fu ordinato sacerdote, divenendo uno dei personaggi più influenti del monastero, dove diresse le attività intellettuali, e da questo momento iniziò a raccogliere i materiali per le sue cronache.
Ademaro si dedicò alla cronaca del ducato d'Aquitania, intitolata Chronicon Aquitanicum e a una cronaca del regno dei Franchi, intitolata Francicum o Historia Francorum; quest'ultima, in tre volumi, a partire dal leggendario re Faramondo, sino al 1028. Il terzo volume fu ritenuto di notevole importanza storica e, nel corso del XIX secolo, fu pubblicato in Monumenta Germaniae Historica, serie completa di fonti attentamente preparate e pubblicate per lo studio della storia della Germania, dai tempi dell'impero romano fino al XVI secolo.
Nel 1028, Ademaro ritornò a Limoges dove appoggiò la teoria di San Marziale di Limoges che pretendeva di essere apostolo, e non semplicemente confessore e vescovo, riprendendo la leggenda che narra che fu inviato da San Pietro stesso a evangelizzare tutta l'Aquitania. L'initiativa portò Ademaro a redigere una Vie de saint Martial (vita di San Marziale) nel 1028-1029, che accese un notevole fervore popolare attorno alla figura di Marziale che in Aquitania fu considerato un Santo che era stato inviato a Limoges addirittura da San Pietro e quindi era da considerare un apostolo.
La teoria sostenuta da Ademaro fu però contrastata da un monaco itinerante, Benedetto di Chiusa, che invece sosteneva che la leggenda dell'apostolato di Marziale, fosse un falso e come tale fu considerata al di fuori dell'Aquitania; infine Pio IX nel maggio del 1854 sfatò ogni leggenda a tale riguardo, riconoscendo Marziale come evangelizzatore dell'Aquitania e confutando definitivamente le teorie di Ademaro.
Ademaro dopo ritornò al monastero di Angoulême, dove si dedicò all'insegnamento e inoltre scrivendo dei sermoni delle copie delle favole di Fedro e dedicando diverse poesie a san Marziale.
Ademaro partì in pellegrinaggio a Gerusalemme nel 1033, e morì in Terra santa, l'anno dopo (1034).
Ademaro di Chabannes oltre che monaco e storico fu anche compositore musicale e letterato di successo, con vasti interessi e solo la sua ammirazione per San Marziale lo condusse ad interventi discutibili (ma comuni nel medioevo) a sostegno delle sue teorie.